# Chaîne Monashee
La chaîne Monashee ou montagnes Monashee (en anglais Monashee Mountains) sont un massif montagneux situé dans le sud de la province de Colombie-Britannique au Canada et dans le nord de l'État de Washington aux États-Unis. Ils sont bordés à l'ouest par les montagnes Okanagan et Shuswap et, à l'est, par la Columbia.
Les principaux cols sont Albreda Pass (870 m) et Armstrong Pass (370 m).

## Toponyme
Le nom des montagnes Monashee vient du gaélique monadh-sith qui signifie « montagne de la paix ». Ce nom leur a été attribué par un prospecteur originaire des Highlands écossais, Donald McIntyre, qui avait été le premier à revendiquer l'exploitation des mines locales.

## Divisions
Les principaux chaînons de la chaîne Monashee sont les suivantes :
- Northern Monashee Mountains
- Adams-Seymour
- Jordan Range
- Gold Range
- Whatshan Range
- Midway Range
- Christina Range
- Rossland Range
- Kettle River Range

## Zone protégée
La chaîne Monashee abritent un parc provincial, le parc provincial de Monashee (Monashee Provincial Park).